# Campeonio
Campeonio fue una serie de historietas creada por Raf para la revista "El DDT" de la Editorial Bruguera en 1957, posteriormente publicada en otras revistas y con la colaboración de Andreu Martín en los guiones.

## Trayectoria editorial
Campeonio se publicó de forma continuada en "El DDT" entre 1957 y 1959 y, una década después, en "Gran Pulgarcito", además de "Súper Pulgarcito", "Sacarino Extra Verano 1992" y "Mortadelo Gigante".
La colección "Alegres Historietas", compuesta por álbumes recopilatorios, se inauguró con un primer número dedicado a este personaje.

## Valoración
Campeonio es una serie muy cuidada, sobre todo en el aspecto gráfico.